# El Verae
El Verae è uno dei tre comuni del dipartimento di Bababé, situato nella regione di Brakna in Mauritania. Contava 8.148 abitanti nel censimento della popolazione del 2000 e 8098 nel 2013.